# Amalia Bereș

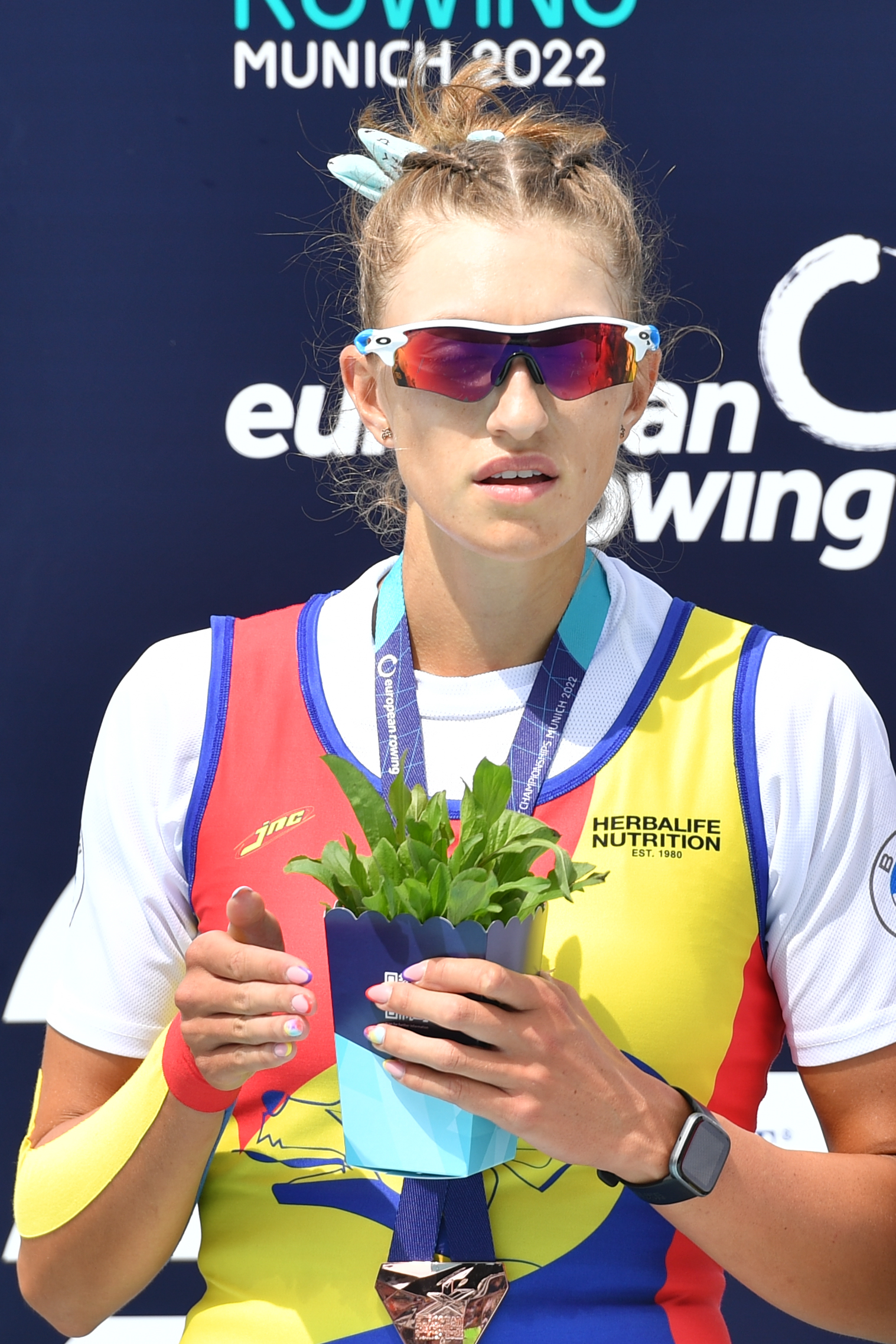
Bereș bei der Siegerehrung für den Viererwettbewerb bei den Europameisterschaften 2022 in München

Amalia Bereș (* 18. Juni 1997 in Pașcani, Kreis Iași) ist eine rumänische Ruderin, die bis 2024 eine Goldmedaille bei Olympischen Spielen, zwei Goldmedaillen bei Weltmeisterschaften und sieben Goldmedaillen bei Europameisterschaften erruderte.

## Sportliche Karriere
Die 1,88 Meter große Amalia Bereș rudert für CS Dinamo Bukarest. Sie ist die jüngere Schwester von Mădălina Bereș.
Amalia Bereș belegte bei den Junioren-Weltmeisterschaften 2015 den vierten Platz mit dem rumänischen Achter. Drei Jahre später gewann sie bei den U23-Weltmeisterschaften 2018 die Silbermedaille im Vierer ohne Steuerfrau. Ihre erste Medaille in der Erwachsenenklasse erkämpfte sie bei den Europameisterschaften 2019 in Luzern, als sie mit dem Achter den Titel gewann. Drei Monate später bei den Weltmeisterschaften in Ottensheim trat sie mit Cristina Popescu im Zweier ohne Steuerfrau an und belegte als Siegerin des B-Finales den siebten Platz in der Gesamtwertung. Während der COVID-19-Pandemie fanden im Oktober 2020 Europameisterschaften in Posen statt. Amalia Bereș gewann den Titel mit dem Achter. Im April 2021 folgten bereits die Europameisterschaften 2021 in Varese, wo die Rumäninnen erneut im Achter siegten. Bei der letzten Qualifikationsregatta für die Olympischen Spiele in Tokio erreichte der rumänische Achter den zweiten Platz, nur die ersten beiden Boote qualifizierten sich. In Tokio waren sieben Achter am Start, die Britinnen schieden im Hoffnungslauf aus. Im Finale wurden die Rumäninnen Sechste.
2022 bildeten Mădălina Bereș, Iuliana Buhuș, Maria-Magdalena Rusu und Amalia Bereș einen Vierer ohne Steuerfrau. Bei den Europameisterschaften in München erruderten die Rumäninnen die Bronzemedaille hinter den Britinnen und den Irinnen. Die vier Rumäninnen ruderten auch im Achter, dieser gewann in München den Titel vor den Britinnen. Einen Monat später belegte der Vierer bei den Weltmeisterschaften in Račice u Štětí den vierten Platz, der Achter gewann den Weltmeistertitel. Bei den Europameisterschaften 2023 in Bled gewann Bereș die Titel im Vierer ohne Steuerfrau und im Achter. Drei Monate später bei den Weltmeisterschaften in Belgrad siegte der rumänische Achter vor den Ruderinnen aus den Vereinigten Staaten. Der Vierer gewann Silber hinter den Niederländerinnen. 2024 gewann der rumänische Achter bei den Europameisterschaften in Szeged vor den Britinnen. Der Vierer mit Mădălina Bereș, Maria Tivodariu, Maria-Magdalena Rusu und Amalia Bereș wurde Zweiter hinter dem Vierer aus dem Vereinigten Königreich. Drei Monate später bei den Olympischen Spielen in Paris verpasste der Vierer mit Adriana Adam, Maria Lehaci, Rusu und Amalia Bereș als Vierter die Bronzemedaille um eine halbe Sekunde. Im Achterwettbewerb führten die Rumäninnen vom Start bis ins Ziel und siegten vor den Kanadierinnen und dem britischen Achter.